# Quediini
Quediini (лат.) — триба жуков-стафилинид из подсемейства Staphylininae. Иногда рассматривается в ранге подтрибы Quediina в составе трибы Staphylinini. Около 800 видов. Встречаются повсеместно.

## Описание
Мелкие и среднего размера коротконадкрылые жуки, длинные и стройные, коротконогие, блестящие. Quediini можно отличить от других Staphylininae на основании следующей комбинации признаков: диск головы и пронотум с микроскульптурой, по крайней мере, на латеральной части головы или пронотума; голова с фронтоклипеальными точками, а также с задними фронтальными и базальными макропунктурами, которые отличаются от основной пунктировки большим диаметром и более длинными и толстыми волосками; пронотум щитовидный, слегка удлинённый до сильно поперечного; передние бёдра без апикального ряда латеровентральных шипов; передни еголени без отчётливой субапикальной выемки; передние лапки с парой эмподиальных волосков; все сегменты брюшка только с передней поперечной линией (без следов задней поперечной линии), эта линия не охватывает дыхальца.

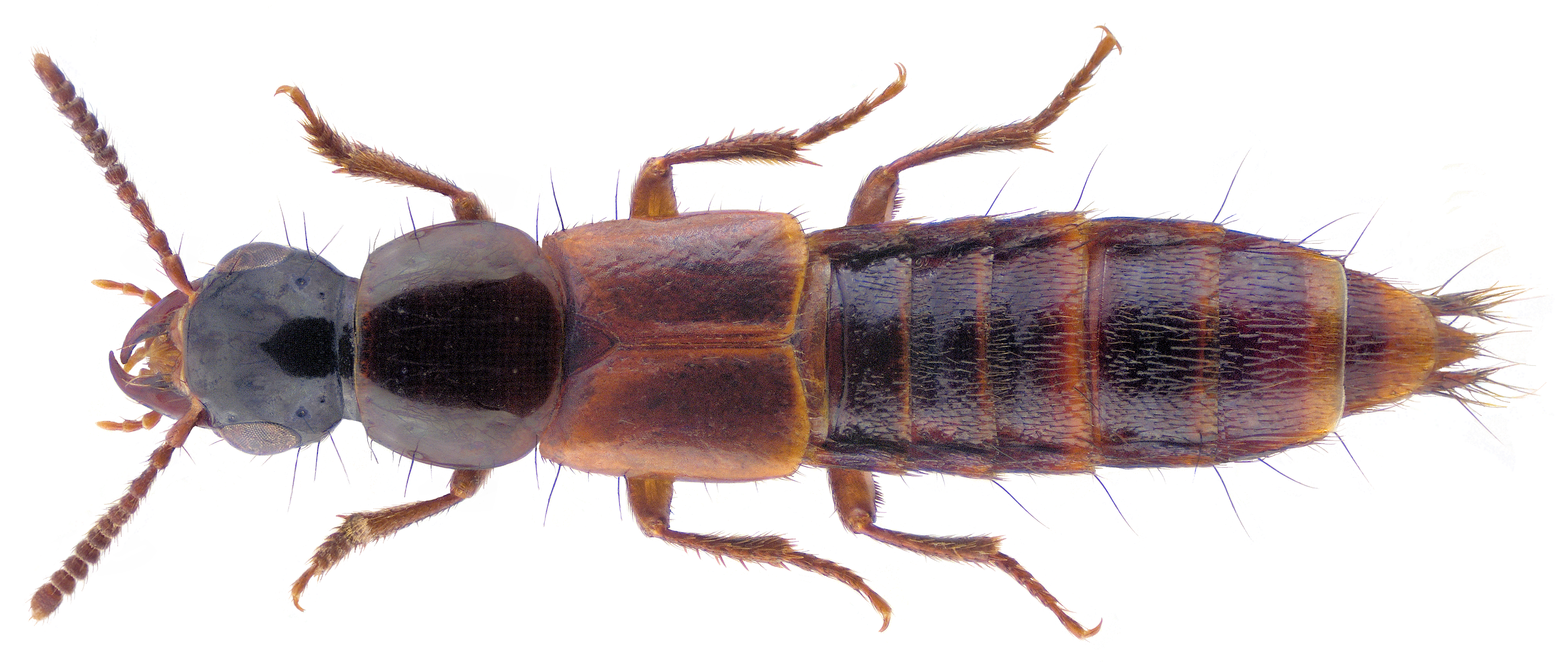
Quedionuchus plagiatus
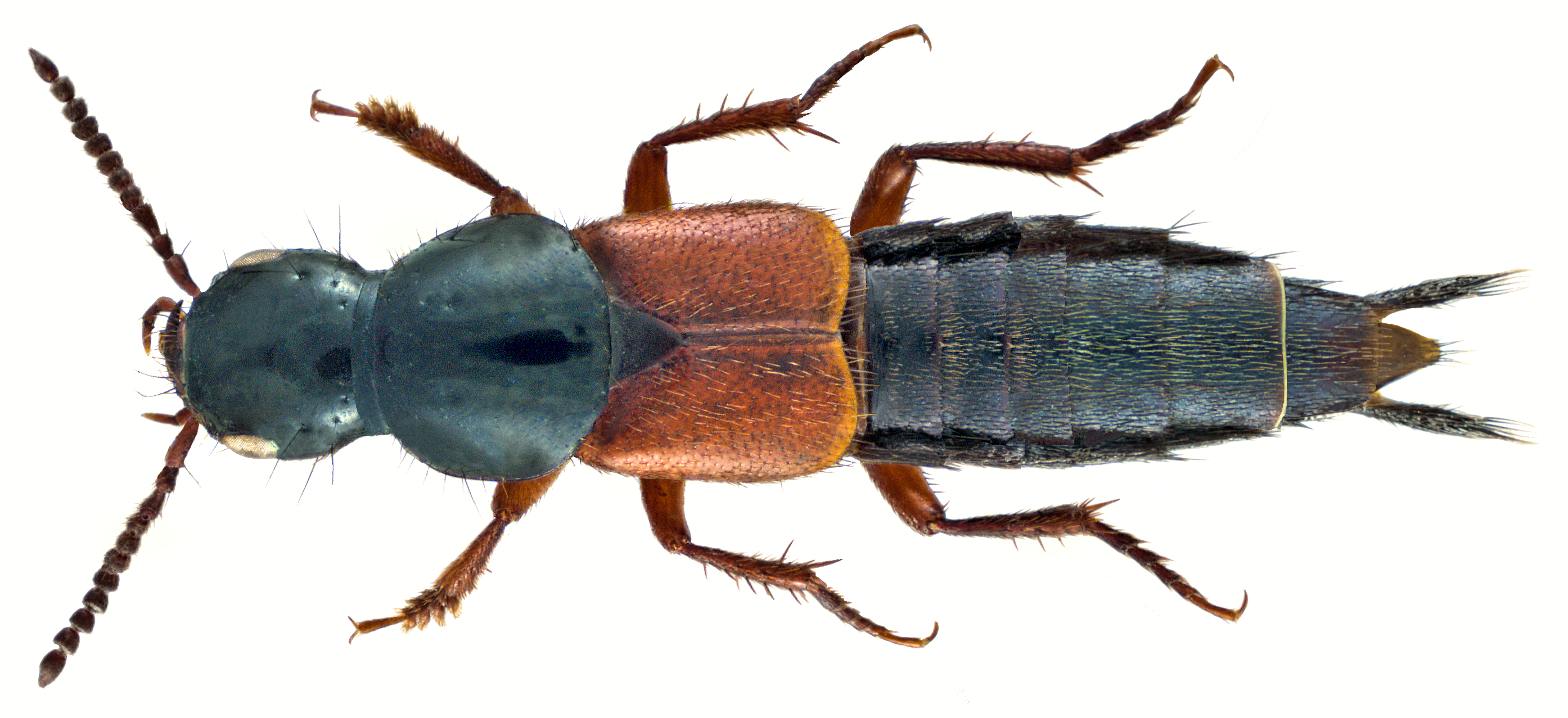
Quedius vexans

## Систематика
В мировой фауне насчитывается около 10 родов. Статус группы иногда рассматривался в ранге подтрибы Quediina.
В 2021 году восстановлена триба Quediini и создана Quelaestrygonini, ревизованы Cyrtoquediini и Indoquediini.

### Классификация
Выделяют около 10 родов. Род Quedius, один из крупнейших родов стафилинид, включающий около 700 видов, из которых на подрод Microsaurus приходится около 300 видов (в том числе 130 в Китае)
- Anthosaurus Smetana, 2015
- Euryporus Erichson, 1839
  - Euryporus picipes (Paykull, 1800)
- Korgella Özdikmen, 2005
- †Laevisaurus Brunke, Żyła & Solodovnikov, 2019
- Nitidocolpus Reyes-Hernández et Solodovnikov, 2024[10]
- Pseudorientis Watanabe, 1970
- Quedionuchus Sharp, 1884
- Quedius Stephens, 1829[11]
- Quelaestrygon Smetana, 1999
- Quemetopon Smetana, 2015
- Queskallion Smetana, 2015
- Quetarsius Smetana, 1996
- Velleiopsis Fairmaire, 1882

- В состав трибы ранее также включались: Acylohsellus (Acylophorina)[12], Acylophorus (Acylophorina), Anaquedius (Acylophorina), Anchocerus (Acylophorina), Australotarsius (Acylophorina), Hemiquedius (Acylophorina), Indoquedius (Indoquediina), Paratolmerus (Acylophorina)[13][14]